# Stictoptera melanistodes
Stictoptera melanistodes är en fjärilsart som beskrevs av Embrik Strand 1917. Stictoptera melanistodes ingår i släktet Stictoptera och familjen nattflyn. Inga underarter finns listade i Catalogue of Life.